# نیلوفر آبی زرین
نیلوفر آبی زرین (انگلیسی: The Golden Lotus) یک فیلم اروتیک هنگ کنگی به کارگردانی لی هان سیانگ است که در سال ۱۹۷۴ منتشر شد. نخستین حضور جکی چان در این فیلم روی داد مه در آن نقش کوچکی را ایفا کرد.